# 田澤拓也
田澤 拓也（たざわ たくや、1952年3月1日 - ）は、日本のノンフィクション作家。
青森県東津軽郡外ヶ浜町出身。青森県立青森高等学校、早稲田大学法学部卒業。『週刊ポスト』編集部経済担当記者を経て、作家に転身する。1997年、『ムスリム・ニッポン』で、第4回21世紀国際ノンフィクション大賞（現 小学館ノンフィクション大賞優秀賞）を受賞。1999年、『空と山のあいだ 岩木山遭難 大館鳳鳴高生の五日間』で、第8回開高健賞を受賞。
ノンフィクション作品を中心に手がけるが、小説『タッチアップ』は、盛田賢司の作画によりビッグコミックスペリオールで漫画化されている。

## 著書
- 『住友銀行人事第2部―旧平和相互銀行員25人の証言と軌跡』（アイペックプレス、1991年）
- 『『日経新聞』徹底活用法―この読み方でこれだけ差がつく ビジネスでより一歩先を行く』（アイペックプレス、1993年）小冊子
- 『「延長十八回」終わらず―伝説の決勝戦「三沢VS松山商」ナインたちの二十五年』（文藝春秋、1994年。文春文庫、2004年）
- 『虚人 寺山修司伝』（文藝春秋、1996年。文春文庫、2005年）
- 『ムスリム・ニッポン』（小学館、1998年）
- 『空と山のあいだ―岩木山遭難・大館鳳鳴高生の五日間』（阪急コミュニケーションズ、1999年。角川文庫、2003年）
- 『脱サラ帰農者たち―わが田園オデッセイ』（文藝春秋、2001年。文春文庫、2004年）
- 『百名山の人―深田久弥伝』（TBSブリタリカ、2002年。角川文庫、2005年）
- 『無用の達人―歌人山崎方代伝』（角川書店、2003年。「無用の達人 山崎方代」角川ソフィア文庫、2009年）
- 『サラリーマン、やめました―脱サラ戦士たちの「それから」』（小学館、2004年）
- 『公益を実践した実業界の巨人 渋沢栄一を歩く』（小学館、2006年）
- 『タッチアップ』（エクスナレッジ、2008年）
- 『外ケ浜の男』（角川学芸出版、2010年）
- 『太宰治の作り方』（角川選書、2011年）
- 『江戸の名所』（小学館101新書、2011年）
- 『大江戸快人怪人録　人物でたどる痛快江戸時代史』（小学館101新書、2012年）
- 『大江戸剣豪列伝　切先越しにみるサムライの260年』（小学館新書、2014年）